# 诺曼·萨加德
诺曼·厄尔·萨加德（Norman Earl Thagard，1943年7月3日—），前美国国家航空航天局宇航员、美國海軍陸戰隊上尉，执行过行STS-7、STS-51-B、STS-30、STS-42、聯盟TM-21以及STS-71任务。